# ميكا هاميلتون
ميكا فيليب جود هاميلتون (من مواليد 13 نوفمبر 2003) هو لاعب كرة قدم إنجليزي محترف يلعب في مركز خط وسط مهاجم أو جناح لنادي مانشستر سيتي في الدوري الإنجليزي الممتاز. وهو لاعب منتخب إنجلترا للشباب.

## النادي
جاء هاميلتون من الأكاديمية في مانشستر سيتي بعد أن وقع مع النادي لأول مرة عندما كان في التاسعة من عمره.
في 23 سبتمبر 2017، عندما كان هاميلتون يبلغ من العمر 13 عاماً، كان يعمل جامع كرات لفريق السيتي الأول في مباراة بالدوري الإنجليزي الممتاز على أرضه أمام كريستال بالاس، وصورته الكاميرات وهو يتلقى تعليمات من المدرب بيب جوارديولا.
ترقى هاميلتون من فريق مان سيتي تحت 18 عاماً إلى فريق تحت 21 عاماً في بداية موسم 2023–24، ومثل النادي في كأس الدوري الإنجليزي الممتاز في سبتمبر 2023.
انضم هاميلتون إلى الفريق الأول لمانشستر سيتي في مباراة في كأس الاتحاد الأوروبي لكرة القدم ضد نيوكاسل يونايتد في سبتمبر 2023 بدأ ظهوره الاحترافي لأول مرة في 13 ديسمبر 2023، وذلك في آخر مباراة للسيتي في دور المجموعات في دوري أبطال أوروبا، خارج أرضه أمام ريد ستار بلغراد، وسجل هدفه الأول في الدقيقة 19 وانتهت المباراة بالفوز 3-2. انضم إلى تشكيلة مانشستر سيتي التي سافرت إلى المملكة العربية السعودية للّعب في كأس العالم للأندية 2023.

## أسلوب اللعب
يلعب في المقام الأول في جناح أيسر، كما يلعب أيضاً كلاعب خط وسط مركزي (CM) أو خط وسط مهاجم (AM) أو جناح أيمن (RM) لفرق الشباب في مانشستر سيتي.

## الجوائز
مانشستر سيتي
- كأس العالم للأندية: 2023[11]